# Леван IV Дадіані
Леван IV Дадіані (груз. ლევან IV დადიანი; д/н — бл. 1694) — мтаварі Мегрелії у 1681—1691 роках. Став останнім представником роду Дадіані на троні Мегрелії.

## Життєпис
Позашлюбний син мтаварі Леван III. 1680 року після загибелі зведеного брата Левана — Манучара, що був офіційним спадкоємцем Мегрелії, внаслідок змоги Георгія III, князя Гурії, самого Левано взаконено й оголошено спадкоємцем. 1681 року спадкував владу.
Відчував непевність, тому спирався на допомогу Георгія Чіковані, таваді Сапартіано. Поступово останній перебрав фактичну владу в Мегрелії. 1691 року Леван IV було повалено Чіковані, що захопив владу. Мусив тікати до Картлі, де намагався дістати допомогу в поверненні влади, але марно. Тому перебрався до Стамбулу, де помер близько 1694 року.

## Родина
Дружина — Тінатін, донька Баграта V, царя Імереті.
Діти:
- Георгій (1683—1765). генерал-майор Російської імперії, засновник роду Дадіанових